# Dépréciation
En économie, une dépréciation  est une perte de valeur d'un bien, ou plus généralement d'une monnaie.
En comptabilité générale, une dépréciation est la constatation comptable d'une moins-value probable sur un élément d'actif.

## Encomptabilité
La notion de dépréciation ne doit pas être confondue avec celle d'amortissement, qui correspond à la consommation des avantages économiques attendus d'un actif, cette consommation étant irréversible et liée au temps, à l'usure, à l'obsolescence.
Une dépréciation ne doit pas non plus être confondue avec une provision qui représente une obligation probable envers les tiers et qui figure au passif du bilan .
La dépréciation doit être nettement précisée quant à sa nature ou son objet et elle doit être évaluée avec une approximation suffisante.

### Notion comptable de dépréciation

#### Selon les normes internationales (IAS/IFRS)
Au sein des normes internationales d'information financière, la dépréciation des actifs est définie par la norme IAS 36 ainsi que par d'autres normes plus spécifiques, notamment celles relatives aux stocks et aux instruments financiers.

#### Selon les principes français
À la clôture de l'exercice, il faut comparer la valeur brute à la valeur actuelle de chacun des éléments de l'actif. La valeur actuelle est définie comme la plus élevée de la valeur d'utilité et de la valeur vénale nette des coûts de sortie. Lorsque l'élément a subi une dépréciation, la valeur actuelle est inférieure à la valeur brute d'origine. La différence est alors qualifiée de moins-value latente.
Cette dépréciation obéit à deux principes comptables :
- Principe de prudence : Le résultat d'un exercice donné doit prendre en compte tous les risques apparus au cours de l'exercice. Il ne peut en aucun cas traduire  des gains latents.
- Principe des coûts historiques : Les éléments d'actif doivent figurer pour leur coût d'acquisition.

### Les différents types de dépréciations
- Les dépréciations inscrites en soustraction des postes d'actif du bilan sont les suivantes :
  - dépréciations des immobilisations (c'est le cas pour certaines immobilisations comme le fonds de commerce ou les terrains),
  - dépréciations des stocks,
  - dépréciations des titres,
  - dépréciations des créances clients (au cas où la solvabilité de certains clients est mise en cause).

### Commentaires
La constatation d'une dépréciation est soumise à des règles relatives au calcul de la perte de valeur et elle doit respecter les principes comptables. Cependant, notamment du fait du caractère incertain du montant de la dépréciation, il est possible - dans une certaine mesure - de l'utiliser pour « corriger » les documents de synthèse afin de les présenter sous un jour plus favorable aux intérêts du moment de l'entreprise. 
C'est la raison pour laquelle en cas d'abus, on parle parfois de comptabilité créative à propos de la constatation des dépréciations.

## Enéconomie

### Dans la comptabilité nationale d'un pays
En macroéconomie, la dépréciation des biens ou des facteurs de production fait partie de la perte de valeur du stock de capital. Elle est alors déduite de l'investissement brut pour former l'investissement net qui permet l’accumulation du capital.

### Concernant le taux de change d'une devise
La dépréciation d'une devise correspond à une augmentation de son taux de change vis-à-vis d'une ou de plusieurs autres devises (généralement un panier des autres devises construit par pondération des poids des échanges commerciaux respectifs avec les autres pays).
Une dépréciation de l'euro face au yen correspond ainsi à une baisse de la valeur de l'euro libellée en yen. Par exemple, 1 euro qui valait 115 yens ne vaut plus que 108 yens.
La dépréciation d'une devise rend les exportations des pays qui utilisent cette monnaie plus compétitives, c'est-à-dire moins chères sur les marchés internationaux. En revanche, le prix des importations augmente.

### Pour le secteur immobilier
La dépréciation est une perte de valeur causée par une détérioration, une obsolescence (désuétude fonctionnelle) ou une cause externe à l’immeuble (désuétude économique).
La dépréciation ne touche que les améliorations (bâtiments et autres aménagements) et non le terrain. Celui-ci est en effet toujours évalué suivant son usage optimal et toute perte de valeur due à l'incongruité de l'assemblage terrain-bâtiment est attribuée au bâtiment. Celui-ci peut en effet être démoli, laissant au terrain la valeur optimale qu'il peut avoir suivant son attrait sur le marché tout en restant soumis à la réglementation d'urbanisme.
Pour tenir compte de la dépréciation dans les documents comptables, on a recours à l'amortissement.